# Deerhunter
Deerhunter is een Amerikaanse indierockband, die in 2001 in Atlanta werd opgericht door zanger Bradford Cox en drummer Moses Archuleta.
Het debuutalbum van Deerhunter, Turn It Up Faggot, werd in januari 2005 uitgegeven door Stickfigure Records. Dit album werd ongeveer een half jaar eerder in twee dagen opgenomen in een studio in Athens. Het werd opgedragen aan de in 2004 overleden Justin Bosworth, de eerste bassist van Deerhunter.
In januari 2007 werd het tweede studioalbum, getiteld Cryptograms, uitgebracht door Kranky Records. Eind augustus 2007 nam gitarist Colin Mee afscheid van de band. Hij vertrok vanwege het drukke programma van de band en de toegenomen persaandacht. Mee werd in mei 2008 vervangen door Whitney Petty. Het schrijven en opnemen van de muziek van Cryptograms nam twee jaar in beslag, maar de erop volgende periode werd de groep productiever. Een half jaar later verscheen de ep Fluorescent Grey en in 2008 begon Cox aan zijn solocarrière. Onder het pseudoniem Atlas Sound bracht hij Let the Blind Lead Those Who Can See but Cannot Feel uit. In dat jaar verschenen ook twee albums van Deerhunter, Microcastle en Weird Era Cont., die in sommige gevallen als dubbelalbum werden uitgebracht.
De solocarrière van gitarist Lockett Pundt nam in 2009 een aanvang met het album The Floodlight Collective, dat hij onder de naam Lotus Plaza maakte. De eerste opnamen van dit album vonden reeds in 2007 plaats. Op 8 juni 2009 verscheen de tweede ep van Deerhunter, Rainwater Cassette Exchange.
Op 28 september 2010 verscheen het studioalbum Halcyon Digest. Het is het eerste album dat hoofdzakelijk door 4AD wordt uitgegeven. Kranky Records geeft het alleen in de Verenigde Staten uit. Het nummer "Revival" werd als eerste single gebruikt, met "Primitive 3D" als B-kant.
In mei 2013 werd het studioalbum Monomania uitgebracht. Het was opgenomen in New York in de Rare Book Room Studio van producer Nicholas Vernhes.  Bassist Josh Fauver was vervangen door Josh McCay en de band werd in 2012 uitgebreid met gitarist Franky Broyles, die de band weer heeft verlaten in 2014.  
In oktober 2015 werd het album Fading Frontier uitgebracht op 4AD label. Dit werd  vooraf gegaan door een video opname van het nummer Snakeskin. In 2016 werd de band uitgebreid met Javier Morales (keyboard en saxofoon) en Rhasaan Menning (2016-2018).
Het album Why hasn’t everything already disappeared werd uitgebracht in januari 2019.   

## Discografie

### Albums
| Album met eventuele hitnotering(en) in de Nederlandse Album Top 100 | Datum van verschijnen | Datum van binnenkomst | Hoogste positie | Aantal weken | Opmerkingen |
| ------------------------------------------------------------------- | --------------------- | --------------------- | --------------- | ------------ | ----------- |
| Turn it up faggot                                                   | 2005                  | -                     |                 |              |             |
| Cryptograms                                                         | 2007                  | -                     |                 |              |             |
| Fluorescent grey                                                    | 2007                  | -                     |                 |              | ep          |
| Microcastle                                                         | 24-10-2008            | -                     |                 |              |             |
| Weird era cont.                                                     | 2008                  | -                     |                 |              |             |
| Rainwater cassette exchange                                         | 19-06-2009            | -                     |                 |              |             |
| Halcyon digest                                                      | 24-09-2010            | 09-10-2010            | 99              | 1            |             |
| Monomania                                                           | 07-04-2013            | 07-04-2013            | -               |              |             |
| Faring frontier                                                     | 16-10-2015            | 24-10-2015            | 54              | 1            |             |
| Why hasn’t everything already disappeared                           | 18-01-2019            | -                     |                 |              |             |

| Album met hitnotering(en) in de Vlaamse Ultratop 200 albums | Datum van verschijnen | Datum van binnenkomst | Hoogste positie | Aantal weken | Opmerkingen |
| ----------------------------------------------------------- | --------------------- | --------------------- | --------------- | ------------ | ----------- |
| Halcyon digest                                              | 2010                  | 09-10-2010            | 73              | 1            |             |